# Serratula salsa
Serratula salsa là một loài thực vật có hoa trong họ Cúc. Loài này được Pall. ex M.Bieb. miêu tả khoa học đầu tiên năm 1808.